# Domicjusz
Domicjusz – imię męskie pochodzenia łacińskiego, od nazwy rodowej Domicjuszy, wywodzącej się od łac. domitus, co oznacza "oswojony, poskromiony". Istniało kilku świętych patronów tego imienia. Od Domicjusza pochodzi imię Domicjan.
Domicjusz imieniny obchodzi 23 października.
Znane osoby noszące to imię:
- Domicjusz Domicjan – wywołał powstanie przeciwko Dioklecjanowi w czerwcu/lipcu 297(296?) roku w Egipcie